# Hans Vanaken
Hans Vanaken (* 24. August 1992 in Neerpelt, Flandern) ist ein belgischer Fußballspieler, der beim FC Brügge in der belgischen Division 1A spielt.

## Karriere
Vanaken spielte in seiner Jugend beim SK Lommel, beim PSV Eindhoven und zuletzt bei Lommel United.
Bei Lommel United begann er 2010 auch seine Profi-Karriere. Im Sommer 2013 wechselte er von dort zu Sporting Lokeren. Am 30. Mai 2015 unterschrieb er einen Vertrag beim belgischen Erstligisten FC Brügge. Sein Debüt dort gab Vanaken am 16. Juli 2015 gegen AA Gent (1:0).
Im August 2019 wurde der Vertrag beim FC Brügge bis 2024 verlängert. Im Oktober 2020 erfolgte eine erneute Verlängerung bis Sommer 2025.
Für seine Leistungen wurde er sowohl im Jahr 2018 und 2019 mit dem Goldenen Schuh, verliehen durch eine Jury aus Fachjournalisten, als auch für die Saison 2017/18 und 2018/19 mit dem Titel Fußballer des Jahres der Division 1A, gewählt durch alle Spieler der Liga, ausgezeichnet.
In der Saison 2020/21 stand er bei 36 von 40 möglichen Ligaspielen, in denen er elf Tore schoss, sowie drei Pokalspielen mit zwei Toren und sechs Champions-League-Spielen mit drei Toren, für Brügge auf dem Platz. In der Saison 2021/22 waren es 39 von 40 möglichen Ligaspielen mit wiederum elf Toren, fünf Pokalspiele mit einem Tor und erneut sechs Champions-League-Spiele mit drei Toren. In der nächsten Saison waren es alle möglichen 40 Ligaspiele, in denen er 14 Tore schoss. Damit kam er auf Platz 8 in der Torschützenliste. Hinzu kamen zwei Pokalspiele, acht Tore in der Champions League und das gewonnene Spiel um den Supercup. 
In der Saison 2023/24 bestritt er 38 von 40 möglichen Ligaspielen für Brügge, in denen er fünf Tore schoss, fünf Pokalspiele sowie 16 Spiele im Europapokal mit  sieben Tore. Er wurde mit dem FC Brügge belgischer Meister. In der nächsten Saison waren es 39 von 40 möglichen Ligaspielen mit zehn geschossenen Toren. Dazu kamen sechs Pokalspiele und 12 Spiele in der Champions League mit jeweils einem Tor sowie das verlorene Spiel um den belgischer Supercup. Die Saison endete mit dem Gewinn des belgischen Pokals.

## Nationalmannschaft
In 2012 und 2013 bestritt Vanaken insgesamt vier Länderspiele für die belgische U-20 bzw. U-21-Nationalmannschaft. Sein erstes Länderspiel in der A-Nationalmannschaft erfolgte am 7. September 2018 im Rahmen eines Freundschaftsspieles gegen Schottland.
Bei der infolge der COVID-19-Pandemie erst 2021 ausgetragener Europameisterschaft 2020 wurde er in den belgischen Kader berufen. Tatsächlich stand er aber nur im dritten Gruppenspiel gegen Finnland, bei dem Belgien bereits für das Achtelfinale qualifiziert war, wenige Minuten auf dem Platz.
Bei der Weltmeisterschaft 2022 gehörte er zum belgischen Kader, wurde aber nicht eingesetzt.

## Erfolge
- Belgischer Meister: 2015/16, 2017/18, 2019/20, 2020/21, 2021/22, 2023/24
- Belgischer Pokalsieger: 2014, 2024/25
- Belgischer Superpokalsieger: 2016, 2018, (2021 – nicht im Kader), 2022

## Auszeichnungen
- Goldener Schuh (belgischer Fußballer des Jahres): 2018, 2019[5], 2024[6]
- Fußballer des Jahres der Division 1A: 2017/18, 2018/19[7]